# Winchcombe
Winchcombe es una localidad situada en el condado de Gloucestershire, en Inglaterra (Reino Unido), con una población estimada a mediados de 2016 de 5024 habitantes.
Se encuentra ubicada al noreste de la región Sudoeste de Inglaterra, cerca de la frontera con Gales y las regiones Midlands del Oeste y Sudeste de Inglaterra, y de las ciudades de Gloucester —la capital del condado— y Bristol.

## Historia
El túmulo alargado neolítico de Belas Knap en Cleeve Hill sobre Winchcombe, data de aproximadamente 3000 a. C. En la época anglosajona, Winchcombe era una comunidad importante en Mercia, favorecida por el rey Coenwulf de Mercia, siendo las otras Lichfield y Tamworth. En el siglo XI, la ciudad fue brevemente la capital del condado de Winchcombeshire. Se cree que el anglosajón San Kenelm, que se dice que es hijo de Coenwulf, está enterraado aquí.
Durante la anarquía del siglo XII, Roger Fitzmiles, segundo conde de Hereford, construyó un castillo motte-and-bailey a principios de la década de 1140 para la emperatriz Matilde, pero se desconoce su ubicación exacta.
En el período de la Restauración, Winchcombe se destacó por el robo de ganado y otras manifestaciones de anarquía, atribuidas en parte a la pobreza. La gente local que buscaba ganarse la vida empezó a cultivar tabaco como cultivo comercial, aunque la práctica había sido prohibida desde el período de la Mancomunidad de Inglaterra. Se enviaron soldados al menos una vez para destruir el cultivo ilegal.